# 統合作戦司令部
統合作戦司令部（とうごうさくせんしれいぶ、英: JSDF Joint Operations Command、英略称: JJOC）は、日本の陸海空三自衛隊を一元的に指揮する常設組織である。防衛省の特別の機関である既存の四幕僚監部（統合幕僚監部・陸上幕僚監部・海上幕僚監部・航空幕僚監部）とは異なる、共同の部隊である。
防衛省設置法等の一部を改正する法律の施行期日を定める政令（令和7年政令第49号）が2025年（令和7年）3月14日に公布され、同年3月24日に新たに設置された。陸海空の各幕僚長と同等の将をもって充てられる統合作戦司令官は統合作戦司令部の隊務を統括し、自衛隊の行動または運用に関し、統合運用による円滑な任務遂行を図る必要がある場合には、防衛大臣の命令により自衛隊の部隊の全部又は一部を指揮することが可能である。
なお、当初報じられた組織名称および役職名は全て仮称であったが、法律・政令・省令などで正式に定められていった。

## 設立の経緯
自衛隊に統合司令部を設置する構想は、2006年（平成18年）に統合幕僚監部を設置する際にも検討されていた。当時海上幕僚監部の防衛調整官であった矢野一樹（のちに潜水艦隊司令官）は「軍政と軍令を一つの司令部でできるはずがない」として、統合幕僚監部を作るのであれば、統合運用体制のために統合司令部の併設が必要であると考えていた。矢野は統合司令部の必要性を陸海空の各幕僚監部とも話をしていたが、統合幕僚監部を作ることが優先された結果、統合司令部はうやむやにされ、結局は「統合司令部は統合幕僚監部が兼ねる」とされてしまった経緯がある。
その後、統合幕僚監部を司る統合幕僚長は、アメリカ軍における文民の最高司令官である大統領と国防長官の最高軍事補佐機関であるスタッフとしての統合参謀本部議長の職務と、最高司令官の命令を武官として最高の立場で指揮するラインとしての統合軍司令官にそれぞれ該当する機能を併任させているため、大規模災害や有事の際に、内閣総理大臣や防衛大臣への補佐と各部隊への指揮という2つの任務に忙殺され対応できない可能性が指摘されるようになった。そこで統合幕僚監部から運用部を切り離すなどして、新たに統合幕僚監部とは別の常設の「統合司令部」を創設し「統合司令官」ポストを新設して部隊運用に専念させ、統合幕僚長を大臣の補佐に専念させる構想がもちあがった。実際、2024年（令和6年）には当時の吉田圭秀統合幕僚長が能登半島地震への対応などに伴う過労のため2月15日に東京都の自衛隊中央病院に入院してしまい、体調が回復して公務に復帰する3月11日まで職務を遂行できない事態となっていた。
2022年（令和4年）12月16日に閣議決定された国家防衛戦略（旧・防衛計画の大綱）および防衛力整備計画（旧・中期防衛力整備計画）において、常設の統合司令部が設立される方針が示された。設置場所としては、陸海空の各自衛隊がそれぞれの拠点の近くに統合司令部を置きたいという狙いもあり、陸上総隊司令部が置かれる朝霞駐屯地や、航空総隊司令部や在日米軍司令部がある横田基地や、自衛艦隊司令部やアメリカ海軍第7艦隊第70任務部隊の母港である横須賀海軍施設がある横須賀基地を候補地とする見方もあったが、2023年（令和5年）8月31日に、統合司令部を2024年（令和6年）度末に市ヶ谷に設置する方針が防衛省から示された。
統合作戦司令部の設置には、自衛隊法などの改正が必要であり、2024年（令和6年）2月9日に統合作戦司令部の設置が盛り込まれた防衛省設置法等の一部を改正する法律案が国会に提出された。同年5月10日に可決・成立し、天皇に法律の公布の奏上が即日行われ、2024年（令和6年）5月17日に公布された。同法は「この法律は、令和7年（2025年）3月31日までの間において政令で定める日から施行する。」と定めていた。更に2025年（令和7年）3月14日に公布された「防衛省設置法等の一部を改正する法律の施行期日を定める政令（令和7年政令第49号）」により、2025年（令和7年）3月24日に施行されることとなった。
2025年（令和7年）3月10日、第2次石破内閣は初代統合作戦司令官として航空自衛官の南雲憲一郎空将を充てる人事を承認した
発足日である同月14日に編成完結式が行われ、中谷元防衛大臣が南雲司令官に隊旗を授け、「各部隊を一元的に指揮し、24時間365日、柔軟かつ迅速に対応できる体制を構築してほしい」などと訓示した。

## 役割
統合作戦司令部の役割は以下の通り。
- 自衛隊の運用等に関し、平素から部隊を一元的に指揮
- 陸・海・空・宇宙・サイバー・電磁波などの領域における統合作戦の遂行
- 防衛大臣の命令を受け、所要の指揮官に任務を付与、必要な戦力を各指揮官に配分し、作戦を指揮

第7代統合幕僚長の吉田圭秀は、統合作戦司令部は作戦構想を、より上位の戦略レベルは引き続き統合幕僚監部が担うとの認識を示している。また、米インド太平洋軍との連携の役割も果たすとしている。

## 組織編成
統合作戦司令部は、創設当初は約240人で構成される。具体的な組織編成については「統合作戦司令部組織規則（令和7年防衛省令第6号）」において、編成および任務内容が定められている。
- 統合作戦司令官（陸海空将たる自衛官、陸海空幕僚長と同格の指定職7号[26]）
- 統合作戦副司令官（陸海空将たる自衛官）
- 幕僚長（陸海空将たる自衛官）
- 司令官補佐官（事務官）
- 情報部
  - 情報第1課
    - 総括班
    - 情報調整班

  - 情報第2課
    - 統合情報作戦支援班
    - 分析見積班
- 作戦部
  - 作戦企画課
    - 企画班
    - 統合作戦室運営班

  - 作戦第1課
    - 防衛警備班
    - 領域横断調整班
    - 日米共同室

  - 作戦第2課
    - 災害派遣班
    - 国外作戦班

  - 訓練課
    - 訓練班
    - 検証班
- 後方運用部
  - 後方運用課
    - 後方運用班
    - 輸送班
    - 補給整備施設班

  - 衛生運用課
    - 衛生計画班
    - 衛生運用班
- 総務官
  - 総務班
  - 庶務班
  - 人事班
  - 会計班
- 指揮通信運用官
  - 指揮通信運用調整官
  - 指揮通信運用班
  - 指揮通信防護班
- 法務官

## 主要幹部
| 官職名           | 階級       | 氏名       | 補職発令日     | 前職 |
| ---------------- | ---------- | ---------- | -------------- | --- |
| 統合作戦司令官   | 空将       | 南雲憲一郎 | 2025年03月24日 | 統合幕僚副長 |
| 統合作戦副司令官 | 海将       | 俵千城     | 2025年03月24日 | 佐世保地方総監 |
| 幕僚長           | 陸将       | 南川信隆   | 2025年03月24日 | 統合幕僚監部防衛計画部長（陸将補）                                                                                               |
| 司令官補佐官     | 防衛書記官 | 伊藤哲也   | 2025年03月24日 | 大臣官房審議官 |
| 情報部長         | 空将補     | 斎藤和典   | 2025年03月24日 | 航空幕僚監部運用支援・情報部情報課長 （1等空佐）                                                                                 |
| 作戦部長         | 陸将補     | 北島一     | 2025年03月24日 | 水陸機動団長 兼 相浦駐屯地司令                                                                                                   |
| 後方運用部長     | 海将補     | 小牟田秀覚 | 2025年03月24日 | 海上自衛隊幹部学校副校長 |
| 総務官           | 1等海佐    | 奈良崇     | 2025年03月24日 | 海上幕僚監部人事教育部人事計画課人事計画調整官 兼 海上幕僚監部防衛部防衛課 兼 統合幕僚監部防衛計画部計画課 兼 統合幕僚監部総務部 |
| 指揮通信運用官   | 1等空佐    | 山ノ内慎二 | 2025年03月24日 | 統合幕僚監部指揮通信システム部 指揮通信システム運用課長                                                                          |
| 法務官           | 1等海佐    | 石井浩一   | 2025年03月24日 | 統合幕僚監部首席法務官付法務官                                                                                                   |

## 統合作戦副司令官
| 代 | 階級 | 氏名   | 在職期間        | 出身校・期 | 前職           | 後職 | 備考 |
| -- | ---- | ------ | --------------- | ---------- | -------------- | ---- | ---- |
| 01 | 海将 | 俵千城 | 2025年 3月24日- | 防大33期   | 佐世保地方総監 |      |      |

## 統合作戦司令部幕僚長
| 代 | 階級 | 氏名     | 在職期間        | 出身校・期 | 前職                                | 後職 | 備考 |
| -- | ---- | -------- | --------------- | ---------- | ----------------------------------- | ---- | ---- |
| 01 | 陸将 | 南川信隆 | 2025年 3月24日- | 防大36期   | 統合幕僚監部防衛計画部長 （陸将補） |      |      |

## 関連機関および長
- 内閣 (日本)（内閣総理大臣）
- 国家安全保障会議（内閣総理大臣）
- 防衛省（防衛大臣）
- 防衛監察本部（防衛監察監）
- 統合幕僚監部（統合幕僚長）
- 統合任務部隊
- 各幕僚監部
  - 陸上幕僚監部（陸上幕僚長）
  - 海上幕僚監部（海上幕僚長）
  - 航空幕僚監部（航空幕僚長）
- 各部隊（軍）の総隊（総軍）
  - 陸上総隊（陸上総隊司令官）
  - 自衛艦隊（自衛艦隊司令官）
  - 航空総隊（航空総隊司令官）
- カウンターパート
  - アメリカインド太平洋軍司令部（アメリカインド太平洋軍司令官）